# Дубровина, Екатерина Оскаровна
Екатерина Оскаровна Дубровина (урождённая Дейхман; 1846—1913) — беллетристка, одна из первых профессиональных российских писательниц.

## Биография
Из дворянской семьи. Дочь управляющего Петровским заводом, позднее — Нерчинскими рудниками О. А. Дейхмана, «человека в высшей степени гуманного», поддерживавшего дружеские отношения с декабристами, особенно с И. И. Горбачевским. Получила домашнее образование, среди учителей Дубровиной — И. И. Горбачевский, петрашевец Ф. Н. Львов, писатель и революционер М. Л. Михайлов. В 1863 году вышла замуж за горного инженера Н. Н. Дубровина, брак оказался несчастливым, и в 1868 году, покинув мужа, переехала в Петербург: «… служила в библиотеке Черенина, училась на фельдшерских и акушерских (Аларчинских) курсах, четыре года служила в земстве и, наконец, — попала на свою дорогу, стала писать». Принимала участие в общественном движении — не активное, «У нее было нечто вроде революционного салона», где бывали профессиональные революционеры-народники. В декабре 1879 года, по подозрению в революционной пропаганде, выслана в Москву, в мае 1880 года получила разрешение вернуться в Петербург. Состояла под надзором полиции. Проживала в Тифлисе (с 1907). Подозревалась в связях с эсерами.
Началом своей литературной деятельности Дубровина считала роман «Сфинкс» (1877), который вызвал резко отрицательные отзывы критиков. Несмотря на неудачу, Дубровина продолжила литературную работу. В 1880-1890-е годы её многочисленные рассказы, повести, романы появлялись в журналах «Родина», «Живописное обозрение», «Наблюдатель», «Мирской толк», «Свет и тени», «Осколки», «Друг женщины», «Русское богатство», газетах «Свет» (в 1885 постоянный фельетонист), «Сын отечества», «Новости дня», «Московский вестник», выходили отдельными книгами (более 40). Дубровина, зарабатывая на жизнь литературным трудом (одна из первых профессиональных писательниц) , обладая «редкой работоспособностью, в течение одной ночи могла создать большой рассказ». По признанию Дубровиной, она была вынуждена поддерживать «истощённый организм колоссальными дозами опиума».
Большинство романов Дубровиной, в том числе «Сфинкс», «В тумане жизни» (1884), «Под натиском страсти» (1899), исповедь женщины из средних слоёв, не удовлетворённой трудными условиями жизни, своим положением в семье и обществе. В романах о женщинах из народа «Идиллия на Волге» (1902), «Под гнетом контрастов» (1902) Дубровина показывает их трудолюбие, благонравие, терпеливость, считая, что эти качества обеспечивают им счастливую жизнь. В романах на исторические темы: «Мертвецы-мстители» (1888), «Опальный» (1890), «Заслуженная кара» (1891), «Из тьмы веков» (1892), «Бескровная месть» (1894), «Жертва трёх честолюбий» (1897)— на фоне тех или иных событий отечественной истории («смутного времени», эпохи Ивана Грозного, Александра I) Дубровина описывает главным образом любовные похождения героев. Её произведения пользовались некоторое время популярностью у неискушенного читателя, но вскоре были забыты.